# Élide
Élide (en griego antiguo Ἠλεία, Ēleía; en griego moderno Ηλεία, Ilía) es una unidad periférica de Grecia, en la región de Grecia occidental, tiene una extensión de 2.681 km², con una población de 174.021 habitantes (1991). Cubre el área de la antigua región de Elis (también denominada a veces Élide). Su capital es la ciudad de Pirgos. Hasta el 1 de enero de 2011 fue una de las 51 prefecturas en que se dividía el país.

## Detalles
Entre un 50% y 60% de la población vive en aldeas, pueblos y ciudades de la zona norte de la prefectura, desde la autopista europea desde Lechaina y Myrsini hasta el río Alfeo y Olimpia. El 25% vive en el área metropolitana de Pirgos. Entre el 70% y el 75% de la población vive en las tierras fértiles, lejos de las montañas.
Alrededor de un 1% de la superficie es agua (presas y reservas artificiales), y un tercio de la tierra es cultivable, pero unos 500 km² son estériles y están vacíos. Alrededor de dos tercios de la superficie restante es montañosa e inútil. 

### Clima
En primavera, las temperaturas se sitúan en torno a 20 - 25 °C (en mayo). En verano suelen superar con frecuencia los 30 °C, especialmente los días soleados sin nubes. A finales de los 70 y de los 90 de han producido olas de calor, con temperaturas de casi 40 °C. Sin embargo, en invierno la temperatura ronda los 14 °C y nieva en las montañas, donde se pueden llegar a alcanzar los -5 °C.
Algunos años, sitios como Kyllini o Pirgos han tenido 50 días seguidos de sol, cosa que no se da en ninguna otra parte de Élide. En el invierno de 2002-2003, se produjeron lluvias torrenciales que provocaron la destrucción de aldeas enteras por culpa de avalanchas de lodo y barro.

### Geografía
La prefectura está situada entre los 38°6′ N y los 37°18′ N y entre los 21°54′ E y los 22°12′ E. El largo máximo norte-sur es de 100 km y el ancho máximo este-oeste es de 55 km.
La prefectura posee dos diminutas penínsulas. El río más largo es el río Alfeo (griego: Πόταμος Αλφειόυ), otros ríos importantes son el río Erimanto (Ερύμανθος, Erymanthos) en la frontera de Élide con Arcadia, el río Peneo (Πόταμος Πηνειός, Pineios o Piniós), el río Neda (Νέδα) en la frontera con Mesenia.
Existen entre 250 y 300 km de costa arenosa llena de playas y rocas, y de los deltas del Alfeo y del Neda. Al norte de Kyllini solo existen acantilados rocosos. El tamaño total de la línea de costa es de casi 1 km.
A diferencia de las islas del Egeo y de las islas Jónicas, Élide solo posee una isla rocosa, con un faro en su parte más alta, de poco más de 7000 m². La isla formaba parte del continente hasta que el nivel del mar subió y los sepraó. Hubo otra isla en la antigüedad entre Élide y Zante, pero ahora se haya hundida, a tan solo 5 m por debajo del nivel del mar.
Hay bosques en el este de la prefectrura, principalmente de pinos, el resto está apenas arbolado. El número de hectáreas de bosque se está reduciendo debido a los incendios y al trazado de carreteras
Las montañas más altas son las de Movri (Μόβρη, Movre), de unos 400m; las de Foloe (Φολόη, Foloi), de unos 300m; las de Divri (Δίβρί), de unos 1500m y las de Minthe (Μίνθη) de unos 1700.
Se pueden encontrar reservas de agua en el norte y en el este. Uno es el Peneo, cuyas aguas no son potables debido a que contienen contaminantes y que son almacenadas en una presa para su distribución por el norte de Élide. Otra está situada cerca de Olimpia, y almacena el agua del río Alfeo para su distribución hacia Pirgos y el sur de Élide.
Existen dos balnearios de aguas termales, en lugares cercanos a la playa y con buenas playas alrededor. Son los balnearios de Kyllini y Kaiafa.
A pesar de la abundancia de manantiales en la zona, esta no se envasa como ocurre en otros lugares cercanos como Temene (Avra, la marca de agua más vendida en Élide) o Loutraki (Loutraki Spring Water).
Élide está situada en una zona de alta sismicidad, cercana a una falla. Todos los años se producen más de 10 terremotos de baja magnitud, los cuales han producido numerosas fallas visibles en la superficie de la prefectura.

### Transportes
Élide posee una base aérea en Andrávida, ligeramente al norte de Pirgos. No hay aeropuertos locales ni internacionales en la zona, el más próximo es el de Kalamata o el de la isla de Zante.
La estación de tren más concurrida es la de Pirgos, por la que pasan 6 líneas.
El puerto de Kyllini, situado en el noroeste, es el que posee más actividad de toda Élide. De él parten ferries hacia las islas de Zante y Corfú. Existen otros puertos y muelles de menor tamaño, con embarcaciones pequeñas deportivas y dedicadas a la pesca de bajura.

### Agricultura, Pesca y Silvicultura
Los principales cultivos son maíz, tomate, papas, pimientos, sandías, melones, y verduras. Hay tres grandes envasadoras de tomate en la prefectura, en Savalia, Gastouni y en Andrávida. Al norte de la prefectura se extiende una llanura que es su zona más fértil.
La industria textil ha sido un bien comercial importante desde la antigüedad hasta la Edad Media. Durante la dominación otomana fue sustituida por la agricultura, que ha dado y sigue dando empleo a la mayor parte de sus habitantes, aunque en las últimas décadas se ha visto reducido este número por un aumento del sector servicios y de la población urbana, hasta solo suponer un 30% del total de la economía.
La tala de árboles fue común antes de la segunda mitad del siglo XX, ya que la madera se usaba para cocinar, fabricar muebles y calentarse, pero actualmente es muy rara su tala. Los bosques se están reduciendo por la expansión urbana, la construcción de autopistas y los incendios forestales.
En Élide son comunes todo tipo de especies de pescado, y la pesca es frecuente en el mar Jónico, pero en algunas zonas existen problemas de sobrexplotación. Se puede comprar pescado fresco en los mercados de la zona. Para pescar hace falta tener licencia.

### Turismo
El turismo es básicamente de sol y playa, y se ubica en la costa oeste del Peloponeso. Dispone de numerosos hoteles en la zona.

## Historia

Antiguos estados del Peloponeso (versión interactiva)

Élide se asienta sobre las ruinas de la antigua región del mismo nombre, cuyos límites no coinciden exactamente con los de la prefectura.

## Subdivisiones
Desde 2011 se divide en siete municipios:
- Olimpia
- Andravida-Kyllini
- Andrítsaina-Kréstena
- Ílida
- Pineiós
- Pirgos
- Zajaro